# جون فلمنج (قاضي)
جون فلمنج (بالإنجليزية: John Fleming)‏ هو قاضي أمريكي، ولد في 1697، وتوفي في 1766.